# Església parroquial de Santa Madrona
|  | Per a altres significats, vegeu «església parroquial de Santa Madrona (Barcelona)». |

L'església parroquial de Santa Madrona és l'església del nucli de Madrona, al municipi de Pinell de Solsonès (Solsonès) inclosa a l'Inventari del Patrimoni Arquitectònic de Catalunya.

## Situació
Madrona i la seva església es troben a l'extrem nord-oest del terme municipal, coronant un esperó de muntanya que s'aixeca a la conjunció de les rases de Pinell i de Sangrà. L'indret centra l'espai natural protegit Obagues de la riera de Madrona, una gran boscúria que cobreix els vessants de l'esquerra de la riera de Madrona.
S'hi va des de la carretera C-14 (Eix Tarragona - Andorra). Al km. 130,3 (41° 58′ 27″ N, 1° 17′ 50″ E / 41.974035°N,1.297289°E) surt en direcció de llevant una carretera asfaltada que ressegueix el curs de la riera i arriba a Madrona amb poc més de 4 km. Està molt ben senyalitzada.

## Arquitectura
Església de tres naus, cobertes amb voltes de canó, i amb teulada a doble vessant. Als peus de l'església es troba el cor sobre una volta de creueria. Hi ha sis altars laterals. Les pintures murals que adornen les parets representen els dotze apòstols.
La façana té una forma molt allargada, fet que es remarca per dos pilastres que recorren tota la façana i el campanar que sobresurt per la dreta de la façana. La porta principal és d'arc rebaixat i està flanquejada per dues pilastres que aguanten un entaulament amb formes recaragolades i on es troba una fornícula; per sobre hi ha una rosassa. El campanar és de planta quadrada però a la part superior té forma octogonal; les finestres on s'allotgen les campanes són d'arc de mig punt i la teulada és a quatre vessants.
Dins de l'església hi ha un banc del segle xix, en bon estat de conservació. Dintre de la sagristia hi ha un moble per guardar els ornaments propis de la litúrgia d'un particular interès. A la part posterior de l'església es troba el cementiri.
A l'edificació de l'església es va adossar l'any 1787 per mitjà d'un pas elevat, la casa que feia les funcions de rectoria. Actualment serveix per fer colònies.